# Fièvre hémorragique à hantavirus
Fièvre hémorragique à hantavirus est un terme générique qui regroupe les fièvres hémorragiques (entraînant une hémorragie ou perte incontrôlable de sang généralement jusqu'à la mort) quand elles sont produites par un hantavirus. Les infections à Hantavirus se manifestent sous forme de deux tableaux cliniques différents :
- Syndrome pulmonaire à Hantavirus
- Fièvre hémorragique avec syndrome rénal